# Gastone Piccinini
Gastone Piccinini (Trieste, 22 aprile 1915 – Bologna, 1994) è stato un partigiano italiano.
Aveva il grado di 2° capo radiotelegrafista della Marina; come radiotelegrafista partecipò al movimento di liberazione. Per non essere catturato dai nazi-fascisti, si lanciò dal quinto piano di un palazzo di via Pier Capponi 2 a Milano, insieme al compagno di lotta Sergio Tavernari: mentre l'amico morì, Piccinini riuscì a sopravvivere, ma perse l'uso delle gambe; per questo atto di coraggio fu insignito della medaglia d'oro al valor militare. Nonostante ciò nel dopoguerra divenne sia dirigente sportivo che dirigente ANPI.

## Ricordo
A Piccinini sono stati intitolati:
- Il centro remiero (canottaggio, canoa e kayak) che aveva contribuito a sviluppare nel Parco del Lido a Casalecchio di Reno;
- Una piazza e un monumento a Rastignano, frazione di Pianoro, dove risiedeva;
- Una via a Bologna, zona Lame, nel quartiere Navile;
- Un giardino a Monfalcone (Friuli Venezia Giulia)